# Magdalena Bokun
Magdalena Bokun (z d. Żebrowska, ur. 29 maja 1996 w Lelisie) – polska lekkoatletka specjalizująca się w skoku w dal. Finalistka Mistrzostw Europy w Lekkoatletyce (Rzym 2024). Wicemistrzyni Uniwersjady w Chengdu (2023). Halowa Mistrzyni Polski w skoku w dal z 2021 r. Dwukrotna złota medalistka Drużynowych Mistrzostwach Europy (Bydgoszcz 2019, Chorzów 2021) oraz srebrna (Chorzów 2023). Trzykrotna młodzieżowa mistrzyni Polski w tej konkurencji z 2016, 2017 i 2018 r.
Zawodniczka reprezentująca Klub Sportowy AZS AWF Katowice.
Żołnierz Wojska Polskiego (Centralny Wojskowy Zespół Sportowy).

## Kariera sportowa
Jest wychowanką Ostrołęckiego Klubu Lekkiej Atletyki. W latach 2015–2020 reprezentowała barwy KS Podlasie. Obecnie występuje w barwach AZS-AWF Katowice.
Brała udział w Młodzieżowych Mistrzostwach Europy w 2017 w Bydgoszczy. Reprezentowała Polskę na Igrzyskach Europejskich w 2019 w Mińsku i Igrzyskach Europejskich 2023                 w Krakowie.
Jest wicemistrzynią Polski w skoku w dal z 2018, 2019, 2020, 2023, 2024.
Zdobyła srebrny medal podczas Uniwersjady w Chengdu w 2023 r.
Pięciokrotna medalistka Halowych Mistrzostw Polski w skoku w dal (złoto w 2021, srebro            w 2018, 2022, 2023 oraz brąz w 2024. Młodzieżowa mistrzyni Polski w tej konkurencji z 2016, 2017 i 2018.
- Pierwsze miejsce podczas mityngu z serii World Athletics Continental Tour Bronze      (Gorzów Meeting 2024).
- Pierwsze miejsce podczas mityngu z serii World Athletics Continental Tour Silver        (Bergen 2024).

- Drugie miejsce podczas mityngu z serii World Athletics Continental Tour Gold               (Nairobi 2021).

- Trzecie miejsce podczas mityngu z serii Wolrd Athletics Continental Tour Silver             (Pireus 2024).

## Rekordy życiowe
- Skok w dal (stadion, Lublin 2021) - 6,71 m (7. wynik w historii polskiego kobiecego skoku w dal)
- Skok w dal (hala, Toruń 2023) - 6,43 m

## Nagrody
- Nagroda Prezesa Związku Kurpiów Kurpik 2013 w kategorii Talent[14]
- Nagroda Starosty Ostrołęckiego (2021)[15]
- Nagroda wójta gminy Lelis (2021)[16]

## Życie prywatne
Studiowała logopedię z fonoaudiologią na Uniwersytecie Medycznym w Białymstoku.